# 袁應泰
袁應泰（？—1621年），字長卿，又字大來，號位宇，陝西鳳翔府鳳翔縣人。晚明政治人物，东林党人。

## 生平
袁應泰於萬曆二十二年中甲午科鄉試第六十五名舉人，二十三年（1595年）登乙未科會試第二百六十七名，廷試三甲第二百二十九名進士，都察院觀政，二十五年二月授河臨漳知縣，任内築長堤四十餘里，捍禦漳水，溉田數萬頃，使鄰近的州縣也享其水利，治績冠絕兩河（河南、河北）。二十八年調繁河内縣，遷工部主事。後又升任兵部武選郎中，任內清理了數百個假冒世職騙取恩賜的人。後來又被下放地方出任淮徐兵備參議。當時山東正值大饑，袁應泰開設粥廠救濟流民，并以工代賑，使饑者盡得食。應泰又挪用了額外稅收和漕運雜費去賑濟災民，故而被戶部彈劾他擅自使用官糧，因而袁應泰放棄升遷的機會以疾辭職回鄉。
萬歷四十六年十月，起用河南右參政，明年三月又升為永平兵備按察使，任內練兵繕甲，修繕永平城防，又積極支援關外所需的飼料、火藥供應，深受時任經略熊廷弼的信賴。泰昌元年（1620年）九月，擢升至右僉都御史，代周永春巡撫遼東。一個月後，代熊廷弼經略遼東。袁應泰處理民政號稱「精敏強毅」，但為人不知兵事，規畫頗疏，剛上任便在遼東擴大邊防，收編叛將、蒙古叛卒，來投即納，大將童仲揆、尤世功等非常反對，但袁應泰不聽。
天启元年（1621年）三月十二日，後金軍隊進攻沈陽，總兵官賀世賢、尤世功等出城野戰，戰敗而還，沈陽城也因之前投降袁應泰的內應叛將叛卒充當了後金內應而淪陷，而趕往救援的總兵陳策、童仲揆等也在渾河之役中戰死。得知消息的袁應泰於是下令集結各處軍隊於遼陽堅守，又下令打開閘門，把太河水放入護城河，壕溝的內側排列火炮，嚴陣以待。三月十九日，努爾哈赤果然以大兵來攻，袁應泰先是和總兵侯世祿、朱萬良等出城五里野戰，但慘敗而回，後金軍隊又陸續擊敗諸將兵。袁應泰於是回城與巡按御史張銓等分陴固守，但不少官員開始私下逃跑，人心已散。後來清軍再攻城并從成功從小西門湧入，在遼陽城東北鎮遠樓督戰的袁應泰知道大勢已去，便向張銓說「公無守城責，宜急去，吾死於此」，說罷隨即自缢而亡。他的仆人唐世明也纵火焚楼殉主而死。朝鮮則誤傳為自焚而死。所部巡按張銓、按察使張昌國等被俘，不屈而死。

## 家族
曾祖袁通。祖袁锐，義官。父袁饷，省祭。母傅氏。具庆下。兄袁應春（己卯舉人）、袁應秦。